# Želva natalská
Želva natalská (Kinixys natalensis) je druh želvy z čeledi testudovití. Vyskytuje se v Jižní Africe, Mosambiku a Svazijsko.

## Popis
Má podlouhlý krunýř. Krunýř má asi 15,5 centimetru na délku. Zbarvení hlavy může být od hnědé po žlutou. Samice jsou větší a výraznější než samci.   